# Відас Алундеріс
Відас Алундеріс (лит. Vidas Alunderis, нар. 27 березня 1979, Клайпеда) — литовський футболіст, захисник.

## Біографія
Ігрову кар'єру починав у себе на батьківщині в Литві. Грав за команди: «Жальгіріс-Волмета», «Атлантас», «Жальгіріс», «Ардена». 
2001 року перейшов до харківського «Металіста», де за 2 роки відіграв 33 матчі. 
Сезон 2003 року відіграв у литовській «Ветрі», а 2004 року перейшов до «Атлантасу», за який він вже грав. Того ж року підписав контракт з польським клубом «Заглемб'є» Л на 2,5 роки.. 
2008 року перейшов у сімферопольську «Таврію». Контракт був розрахований на 2 роки. У клубі футболіст отримав футболку з 8-м номером. За клуб дебютував 16 липня 2008 року у матчі проти «Дніпра». зимою 2009 року у зв'язку з відсутністю місця у основі, був виставлений на трансфер. Півроку підтримував форму, граючи за молодіжний склад кримчан. 
23 червня 2009 року прийшов до австрійського клубу ЛАСК. Пізніше виступав за російську «Балтику» та азербайджанський «Сімург». Влітку 2012 року перейшов до новосибірського «Сибіру», а наступного року грав а батьківщині за «Гранітас».
2013 року виступав за українську аматорську команду ІТВ (Сімферополь). У 2014 році після анексії Криму Росією прийняв російське громадянство. Надалі грав у чемпіонаті окупованого Криму. У 2017 році вступив до проросійського руху Putin Team.
З 2020 року став працювати в Академії футболу Криму тренером.

## Титули і досягнення
- Чемпіон Польщі (1):

Заглембє (Любін): 2006/07
- Володар Суперкубка Польщі (1):

Заглембє (Любін): 2007